# آرنالدو کاورزاسی
آرنالدو کاورزاسی (ایتالیایی: Arnaldo Caverzasi؛ زادهٔ ۱۲ ژانویهٔ ۱۹۴۸) دوچرخه‌سوار اهل ایتالیا است.